# Stanisław Czekański
Stanisław Czekański (ur. 15 września 1941, zm. 22 maja 2007) – polski działacz polityczny.

## Życiorys

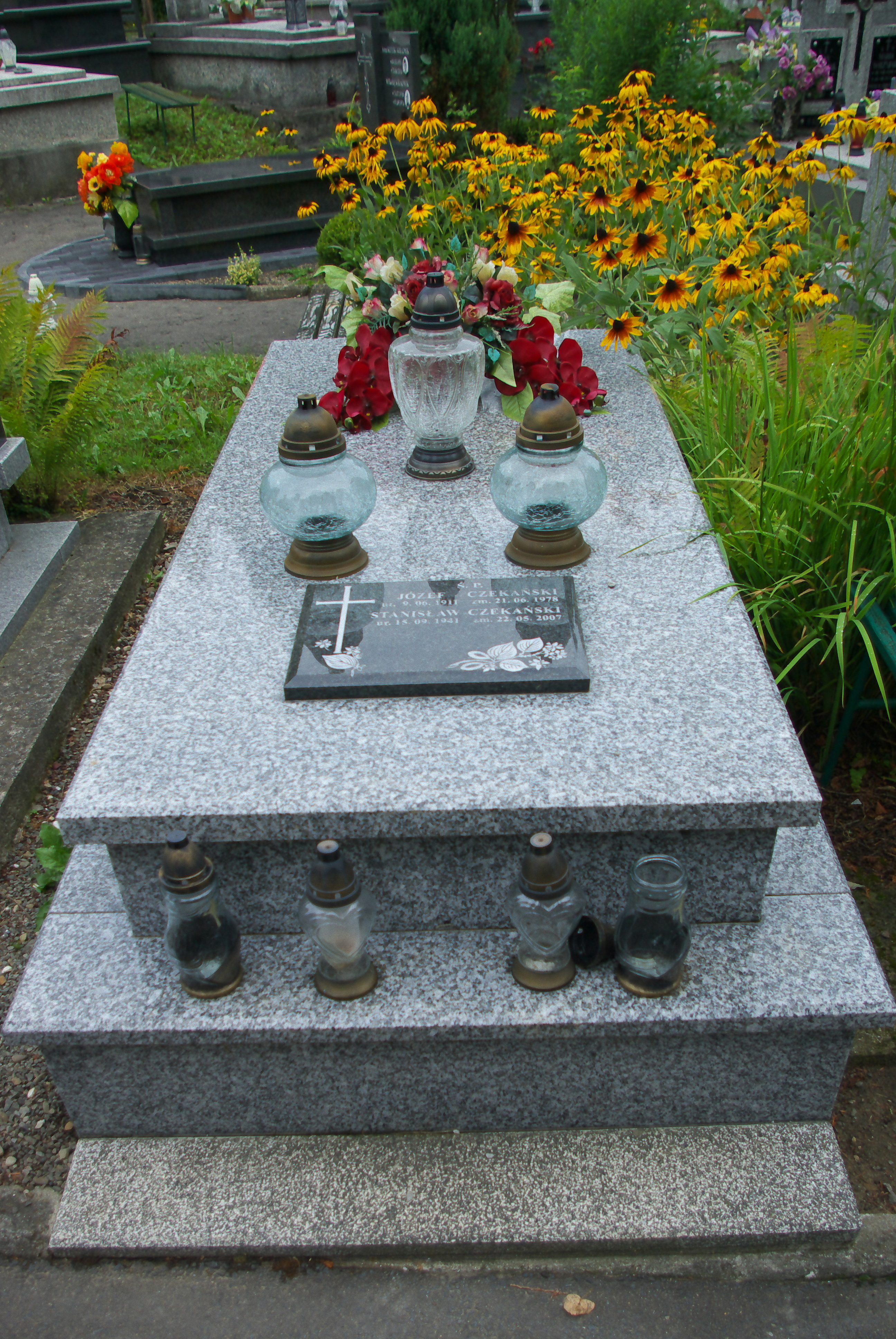
Nagrobek Stanisława Czekańskiego

Urodził się 15 września 1941. Był synem Zenobii (1911–2001) i Józefa (1911–1978) Czekańskich. W 1959 ukończył Technikum Mechaniczne w Sanoku z tytułem technika mechanika o specjalności obróbka skrawaniem (w jego klasie byli m.in. Jarosław Hnizdur oraz Andrzej Kruczek, późniejszy dyrektor Sanockiej Fabryki Autobusów „Autosan”).
Był działaczem Polskiej Zjednoczonej Partii Robotniczej. W styczniu 1975 został sekretarzem ekonomicznym Komitetu Miejskiego PZPR w Sanoku. Po powstaniu województwa krośnieńskiego zastępując na stanowisku Jana Kwolka 6 czerwca 1975 został I sekretarzem KM PZPR, a następnie także 2 października 1975 został przewodniczącym prezydium Miejskiej Rady Narodowej (MRN) w Sanoku. Pod koniec listopada 1977 został ponownie wybrany I sekretarzem KM PZPR w Sanoku. W wyborach w 1978 został wybrany radnym MRN w Sanoku. Wówczas był członkiem Miejskiego Komitetu Frontu Jedności Narodu. W 1978 został także członkiem honorowego prezydium sanockiej MRN. Po odwołaniu ze stanowiska I sekretarza KM PZPR, 28 lutego 1979 złożył rezygnację z powiązanej z tym funkcji przewodniczącego prezydium MRN, oficjalnie motywując to objęciem stanowiska zastępcy dyrektora w Zakładach Przemysłu Gumowego „Stomil” od 14 marca 1979; jego prośba została przyjęta i jednocześnie został mianowany członkiem Komisji Gospodarki Miejskiej i Rolnictwa w MRN. 13 listopada 1975 został wybrany na członka Komitetu Wojewódzkiego PZPR w Krośnie.
Zmarł 22 maja 2007. Został pochowany na Cmentarzu Centralnym w Sanoku.

## Odznaczenia
- Złoty Krzyż Zasługi (1979)[19]
- Brązowy medal „Za zasługi dla obronności kraju” (1976)[20]
- Srebrna odznaka „Zasłużony Działacz Kultury Fizycznej” (1976)[20]
- Odznaka „Zasłużony Działacz Frontu Jedności Narodu” (1976)[21]
- Złota Odznaka Honorowa Towarzystwa Przyjaźni Polsko-Radzieckiej (1977)[22]
- Złota „odznaka za pracę społeczną dla miasta Krakowa” (1977)[23]
- Złoty medal „Za zasługi dla ziemi krakowskiej” (1978)[24][25]